# 中安信三郎

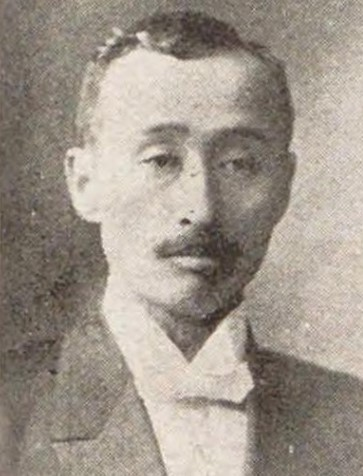
中安信三郎

中安 信三郎（なかやす しんざぶろう、1860年9月7日（万延元年7月22日）- 1932年（昭和7年）10月27日）は、日本の政治家。衆議院議員、大日本国粋会・第2代会長。旧姓は小林。

## 略歴
1860年（万延1年7月）に丹波国南桑田郡にて生まれる。和仏法律学校(現・法政大学)を卒業する。
京都市会議員・参事会員、京都府会議員などを経て、1908年（明治41年）に第10回衆議院議員総選挙に当選する（以後2期当選、立憲同志会）。
1919年（大正8年）に大日本国粋会の設立に参加し、理事長に就任し、1929年（昭和4年）に会長に就任する。
1932年（昭和7年）10月27日に死去、72歳。

## 著書
- 『西陣織物新図案』（1891）